# ホワイトオーク道路の戦い

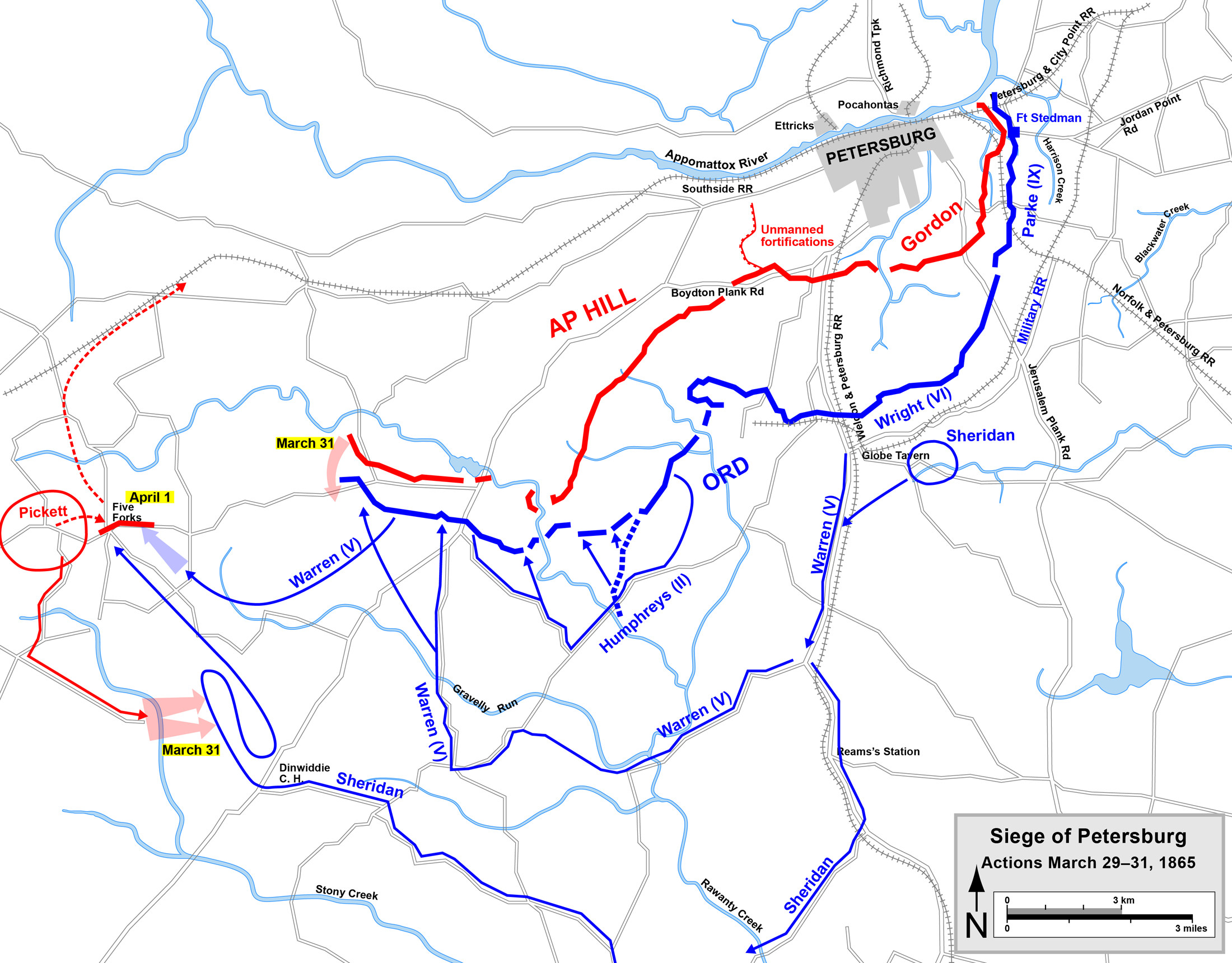
ファイブフォークスの戦いの前と間のピーターズバーグでの動き

座標: 北緯37度8分54.4秒 西経77度31分10.8秒 / 北緯37.148444度 西経77.519667度
ホワイトオーク道路の戦い（ホワイトオークどうろのたたかい、英: Battle of White Oak Road、またはハッチャーズランの戦い、グレイブリーランの戦い、ボイドトン板張り道路の戦い、ホワイトオーク尾根の戦い）は、南北戦争も最終盤となった1865年3月31日に、バージニア州ディンウィディ郡で起きた戦闘である。リッチモンド・ピータースバーグ方面作戦の終わりからアポマトックス方面作戦の始まる時期に当たっていた。同じ3月31日に起きたディンウィディ・コートハウスの戦いと共に、ロバート・E・リー将軍の指揮する南軍北バージニア軍による最後の攻勢であり、ユリシーズ・グラント中将が指揮する北軍（ポトマック軍、シェナンドー軍、ジェームズ軍）の進軍を止めようとした。グラント軍は、南軍に残っていた供給線を遮断し、南軍を会戦に引き出して決戦を挑ませることができないまでも、ピーターズバーグからリッチモンドまで構築された防衛前線をさらにその極限まで延伸させるように動いていた。
1865年3月29日、ガバヌーア・ウォーレン少将の北軍第5軍団が南軍防衛線の最右翼であるホワイトオーク道路前線の端に移動した。その日に起きたルイス農園の戦いの結果、ウォーレンの軍団が南軍の哨戒線あるいは前進基地陣地の支配権を取り、重要な輸送と通信の経路であるボイドトン板張り道路をクエーカー道路との交差点で抑えた。ウォーレンの軍団はフィリップ・シェリダン少将の部隊（シェナンドー軍）に最も近い歩兵部隊だった。シェリダン軍は南軍前線の端から西に約4マイル (6.4 km) のディンウィディ・コートハウスに移動しており、ファイブフォークスのすぐ南にあった。ファイブフォークスは南軍の重大な供給線であるサウスサイド鉄道を支配するための重要な交差点だった。
第5軍団ロメイン・B・エアーズ准将の師団に属するフレデリック・ウィンスロップ大佐の旅団が、3月30日の篠突く雨の中で、南軍のホワイトオーク道路前線に近いグレイブリーランを渡ってさらに前の位置を占めた。エアーズは配下の部隊がどれだけ南軍の前線に近く位置しているか気づいておらず、その観察と思い込みに反して南軍の前線はその新しい陣地の端を越えて伸びていた。このことと、エアーズの軍団とシェリダンの騎兵隊が離れていたことで、翌日エアーズ隊が南軍に急襲されたときに重要な要素になった。ウォーレンの軍団はチャールズ・グリフィン准将（名誉少将）が先導しており、その第1師団が反撃して南軍を当初の前線まで押し返し、前進陣地を確保して、ホワイトオーク道路とボイドトン板張り道路を通して南軍がジョージ・ピケット隊と直接通信する経路を遮断した。ウォーレンはその陣地を確保した後で、部隊を送ってピケット隊の側面を攻撃して追い返した。その日ピケット隊はディンウィディ・コートハウスでシェリダン隊を追い落としており、このウォーレン隊の動きが無ければ、シェリダン隊が大きな敗北を喫していたはずだった。
ホワイトオーク道路とディンウィディ・コートハウスの戦いは当初南軍が成功しており、ディンウィディ・コートハウスでは戦術的な勝利だったが、最終的にその前線を押し出すことができず、北軍を弱らせ追い返すという、あるいはシェリダン軍と支援部隊を分離するという戦略的目標も果たさなかった。これらの戦闘とその後の経過によって、翌4月1日のファイブフォークスの戦いで南軍が敗北してその前線が崩壊し、さらに4月2日の第三次ピーターズバーグの戦い（ピーターズバーグの突破とも呼ばれる）でも敗北し、最後は4月9日のアポマトックス・コートハウスの戦い後に、リーの北バージニア軍が降伏することになった。

## 背景
1864年6月15日から18日、北軍ポトマック軍の2個軍団が感知されずに動いて、ピーターズバーグ市の郊外でジェームズ軍と合流したが、その後の第二次ピーターズバーグの戦いで南軍の小勢の守備隊から市を奪うことができなかった。その結果、292日に及んだリッチモンド・ピータースバーグ方面作戦（ピーターズバーグ包囲戦）が始まった。北軍の総司令官ユリシーズ・グラントは塹壕と消耗戦の作戦を遂行するしかなくなった。数的に劣勢な南軍を消耗させピーターズバーグとリッチモンドへの供給源と供給線を破壊または遮断し、防衛線を長くさせることで弱っていく南軍に限界まで守らせるようにすることだった。
1865年2月5日から7日に起きたハッチャーズランの戦いの後、前線はさらに4マイル (6.4 km) 伸び、リーが新しい守備隊を入れた後はもう予備隊がほとんど無かった。リーはこのとき、その軍隊の一部あるいは全軍がリッチモンドとピーターズバーグを離れ、ダンビルあるいはおそらくリンチバーグで食料や物資を補給し、ノースカロライナ州で北軍ウィリアム・シャーマン少将の軍に対抗しているジョセフ・ジョンストン将軍の軍隊と合流しなければならないことが分かっていた。南軍が即座にシャーマン軍を破れなければ、グラント軍がシャーマン軍の残りと合流できる前に、グラント軍に対抗するために戻って来ることになるはずだった。リーは移動のための準備を始め、アメリカ連合国大統領のジェファーソン・デイヴィスと陸軍長官ジョン・ブレッキンリッジにその結論と作戦を知らせた。

### ステッドマン砦の戦い
リーは、ジョセフ・ジョンストンの軍隊がシャーマン軍を止めることができなければ、ノースカロライナ州を動いているシャーマン軍がピーターズバーグでグラントの軍隊と合流することに気付き、また勢力を弱めつつある自軍ではリッチモンドとピーターズバーグをこれ以上守れないことにも気付き、1865年3月、ジョン・ブラウン・ゴードン少将が提案したステッドマン砦を攻撃する部隊を出撃させるという作戦を承認した。その目指すところは、ピーターズバーグの東で北軍の前線を突破し、あるいは少なくともそこそこの攻撃で地歩を獲得し、北軍の前線を短くさせるというものだった。これが成功すれば、リー軍は前線を短くでき、ジョンストン軍を支援するためにそこそこの援軍が送られるか、必要ならばリッチモンドとピーターズバーグを脱出するために有利なスタートを切り、リーの全軍を衰退しているジョンストン軍と合流させることができると考えた。
1865年3月25日夜明け前に、ゴードン隊がステッドマン砦を急襲して、砦と隣接する砲台3か所を占領し、500名を捕虜にし、さらに約500名を戦死または負傷させた後、北軍はジョン・G・パーク少将の指揮する第9軍団が即座に反撃した。その部隊が砦と砲台を取り返し、南軍を最初の前線まで押しもどし、前衛哨戒線の維持を諦めさせたうえに約4,000名の損失を出させた。その中には捕虜が約1,000名が含まれていた。南軍はもはやその補充ができない状態だった。
3月25日午後に起きたジョーンズ農園の戦いで、北軍第2軍団と第6軍団がアームストロングの工場近くの南軍哨戒線を占領し、北軍前線の左端を約0.25マイル (400 m) 南軍の砦近くに延伸させた。このことで、北軍前線のこの部分を担当していた第6軍団を、南軍前線から約0.5マイル (800 m) 内のいつでも攻撃ができる位置に置いた。リーは、ステッドマン砦とジョーンズ農園で南軍が敗北した後、グラントが直ぐに南軍に残されたピーターズバーグへの供給線であるサウスサイド鉄道とボイドトン板張り道路の方向に動いて来て、恐らくはリッチモンドとピーターズバーグからの退路を遮断することになると理解した。

### 3月29日の動き

#### グラントの命令
1865年3月24日すなわち南軍がステッドマン砦を攻撃する前日、グラントは既に3月29日に始める攻勢の作戦を立てていた。その目標は南軍を戦いの場に引き出すことであり、そうすればそれを打ち破るか、あるいは南軍がまだ支配している地域とピーターズバーグおよびリッチモンドとの間に残っている道路と鉄道の供給と通信のルートを、南軍がまだそれらを維持しているとしてそれらを遮断できる可能性があった。ステッドマン砦の戦いの結果によって作戦を変えることは無かった。北軍は陣地を失ってはいないし、損失にしても軍全体に対する比率は小さかった。
グラントはエドワード・オード少将に、ジェームズ軍の一部をリッチモンドに近い前線から動かし、ピーターズバーグ前線の南西端にいるアンドリュー・A・ハンフリーズ少将の指揮する第2軍団が動いた後を埋めるよう命令した。その後第2軍団は西に動くこととした。オードは、ジョン・ギボン少将指揮下の第24軍団からチャールズ・デブンス、ウィリアム・バーニー各准将の2個師団と、ゴッドフリー・ワイツェル少将の第25軍団からジョン・W・ターナー准将の1個師団をアポマトックス川の南岸に動かした。これによって、ジョージ・ミード少将指揮下のポトマック軍のうち、2個軍団をリー軍の側面と鉄道供給線に対して攻勢に出られる余裕が生まれた。すなわち、ハンフリーズ少将の第2軍団とウォーレン少将の第5軍団がこれに該当した。グラントはこれらの部隊に加え、このときもシェナンドー軍のままだったフィリップ・シェリダン少将の騎兵隊と共に西に動くよう命じた。シェリダン軍は、トマス・デビン准将の第1師団と、ジョージ・アームストロング・カスター准将（名誉少将）の第3師団で構成されていたが、どちらも非公式の軍団長としてウェズリー・メリット准将（名誉少将）の全体指揮下に置かれていた。さらにポトマック軍からこの任務のために派遣されたジョージ・クルック少将の第2師団が付いた。その与えられた任務は南軍を開けた場所での会戦に引き込んでこれを破ることであり、でなければピーターズバーグに至るサウスサイド鉄道とボイドトン板張り道路（以前は遮断されたウェルドン鉄道に繋がっていた）、リッチモンドに至るリッチモンド・アンド・ダンビル鉄道を遮断し、リーの前線を最大限まで伸ばさせることだった。

#### リーの命令
リーは既に、その弱りつつある軍隊がピーターズバーグとリッチモンドの防衛を維持する能力について心配するようになっており、ステッドマン砦での敗北がグラントを勇気づけ、彼が計画していたような動きを起こさせることを認識していた。リーはその前線の西端に幾らかの援軍を送る準備をしており、北軍のウォーレンとハンフリーズの歩兵軍団とシェリダンの騎兵隊が南西への動きを始めた3月29日朝には、ファイブフォークスの交差点を守るために前線の西端を越えて部隊を移動させようとしていた。その日遅く、ブッシュロッド・ジョンソン少将の指揮する南軍が、ルイス農園の戦いで、北軍第5軍団のチャールズ・グリフィン名誉少将の第1師団と交戦した。

#### 北軍歩兵隊の動き
3月29日夜明け前、ウォーレンの第5軍団が北軍と南軍の前線の西に動き、一方シェリダンの騎兵隊が長く南寄りの経路を採ってディンウィディ・コートハウスに向かい、ハンフリーズの第2軍団がそれまでの北軍前線西端とウォーレン軍団の新しい陣地との間を埋めた。グリフィンの第1師団が先導するウォーレンの軍団は、ジョシュア・チェンバレン准将が指揮する旅団が前衛となり、クエーカー道路を進んで、ボイドトン板張り道路と南軍に近いホワイトオーク道路との交差点に向かった。

### ルイス農園の戦い
チェンバレンの旅団はクエーカー道路を進んでルイス農園でロワンティ・クリークを渡り、南軍ヘンリー・A・ワイズ、ウィリアム・ヘンリー・ウォレス、ヤング・マーシャル・ムーディ各准将の旅団と遭遇した。これらの部隊は軍団長のリチャード・H・アンダーソン中将とその師団長であるブッシュロッド・ジョンソン少将が北軍の侵攻を止めるために送り出していた。押しつ押されつの戦闘が続き、その中でチェンバレンが負傷し、あやうく捕まるところだった。チェンバレンの旅団は大砲4門を持つ砲兵隊と、エドガー・M・グレゴリー大佐（名誉准将）とアルフレッド・L・ピアソン大佐（名誉准将）の旅団から派遣された連隊に補強された。ピアソンはこの戦闘で南軍をそのホワイトオーク道路前線まで押し返した功績で、後に（32年後に）名誉勲章を与えられた。この戦闘での損失は、北軍381名、南軍371名とほぼ同数だった。
この戦闘後、グリフィンの師団が動いて、クエーカー道路とボイドトン板張り道路との交差点を占領し、そこは南軍のホワイトオーク道路前線の端部に近かった。3月29日の午後遅く、シェリダンの騎兵隊がボイドトン板張り道路沿いにあるディンウィディ・コートハウスを抵抗されずに占領した。北軍はボイドトン板張り道路を2か所で遮断しており、南軍の前線に接近し、南軍の右翼側面に対しても、リーが守備隊を派遣したばかりのディンウィディ郡のファイブフォークスの重要な交差点に対しても大きな部隊を動かせる強力な位置にあった。北軍は、ファイブフォークスを占領できれば、ピーターズバーグとリッチモンドに繋がる南軍に残された2本の鉄道を攻撃できる地点にも近くなるはずだった。
グラントは、ルイス農園で南軍が攻撃を掛け続けられず、ホワイトオーク道路前線まで後退したことに勇気づけられ、シェリダンに与えた任務を、単に起こりそうな戦闘に対応すること、あるいは鉄道を襲撃し、南軍の前線を延伸させることだけでなく、攻勢の本隊になるように拡大修正した。

### ルイス農園以後の動きと戦闘

#### 南軍の動き
ルイス農園の戦い後、3月29日の夜には豪雨となり、リーは前線の端部にいるアンダーソンの守備隊を支えるために、サミュエル・マクゴワン准将の旅団を派遣した。ウィリアム・マクレイ准将の旅団もバージェス・ミルの西に動いた。カドマス・M・ウィルコックス少将の3個旅団が、動いた部隊の後をカバーするために広がって守るしかなくなった。マクゴワンとマクレイは十分な戦力をもっておらず、そのためにジョンソンはその前線をファイブフォークスの交差点まで伸ばせなかった。
3月30日、この日も1日篠突く雨が降り続き、北軍はその陣地を統合し、一方リーはジョージ・ピケット少将に対して、フィッツヒュー・リー少将の騎兵隊の援助を得て、南軍前線のハッチャーズランに近い端部からファイブフォークスまで4マイル (6.4 km) を移動する移動部隊を結成する命令を出していた。ピーターズバーグの南西にある南軍ホワイトオーク道路前線の端部と、ファイブフォークスにいるピケット隊との間にある隙間を考え、3月30日にはその右翼側面を強化する配置を追加した。リーはジェームズ川の北にいるジェイムズ・ロングストリート中将の部隊を動かそうとしたが、北軍ゴッドフリー・ワイツェル少将の第25軍団で残っていた師団による陽動行動と偽装が大きく災いし、ロングストリートはまだオードのジェームズ軍全軍と対峙していると思い込んでしまった。しかし、オードはその3日前に第24軍団の2個師団、第25軍団の1個師団、およびラナルド・S・マッケンジーの騎兵隊と共に、ピーターズバーグの南にある北軍の前線に移動していた。
リーは、カドマス・M・ウィルコックス少将の師団の左翼からアルフレッド・M・スケールズ准将の旅団、このときはジョセフ・H・ハイマン大佐の暫定指揮で、ホワイトオーク道路とボイドトン板張り道路の交差点に近い塹壕に移動させた。ウィルコックスの下でヤング・マーシャル・ムーディ准将の別の旅団、このときはマーティン・L・スタンセル大佐が暫定指揮していたものを、バージェス・ミルの南にある射撃壕に移動させた。マクレイの旅団はハッチャーズランの南西岸に移動し、既にバージェス・ミルに移動したばかりだった。ピケット師団のエッパ・ハントン准将の旅団が、ホワイトオーク道路前線沿いのクレイボーン道路との交差点近くでアンダーソンとジョンソンの部隊に合流した。ブライアン・グリムズ少将の師団が、以前はスケールズの旅団が占めていた前線の一部を埋める必要の生じたエドワード・L・トマス准将の旅団を補強した。
南軍の第1軍団指揮官A・P・ヒル中将が、3月31日に病気休暇から任務に戻っていた。

#### 北軍の行動
絶え間ない雨が行動を著しく困難にし、北軍の移動部隊もその新しい陣地へ物資を移動させる能力を損なわせていた。ウォーレンの第5軍団の兵士の大勢が、泥道も丸太を敷いた道であっても、御者の荷車と馬を通す動きを手伝わねばならなかった。グレイブリーランが通常の大きさの3倍に膨れ上がっており、ハッチャーズランの橋や船橋が流されていた。
3月30日は、第5軍団の散兵が、南軍のホワイトオーク道路前線のボイドトン板張り道路とクレイボーン道路との間で南軍を止め続けていた。ミードとグラントからの不完全な情報や、曖昧で矛盾する命令があったにもかかわらず、ウォーレンはグラントの命令に従い、ボイドトン板張り道路の一部での地歩を強化するために第5軍団を前に押し出していた。第5軍団はその道路とダブニーミル道路との交差点からグレイブリーランまでを覆う前線で塹壕に入った。午後になって、ウォーレンはグリフィン隊が南軍の前進基地を占領したのを見たが、ボイドトン板張り道路を進むとすれば、南軍の大砲と防御工作に阻まれることも分かっていた。
一方、ハンフリーズの第2軍団は第5軍団と第24軍団の間の隙間を埋めていた。第24軍団はその前面にあった南軍の哨戒線の大半を占領していた。ハンフリーズの第2軍団は全体の戦闘を始めることなしにできる限り南軍の前線近くに近く動いてもおり、前衛は塹壕に入っていた。3月30日のホワイトオーク道路前線における戦闘で、北軍の損失は戦死1名、負傷7名、不明15名だった。南軍の損失は不明である。
3月30日夜、グラントはミードに、以前に作戦を立てていたように3月31日に前線に沿って第6軍団と第9軍団に総攻撃を掛けさせないが、南軍がその前線を弱めるような動きをすれば、それに付け込める用意をしておくよう助言した。グラントは、ウォーレンの軍団全軍がエアーズの部隊を補強できるように、西に移しておきたいという意思も伝えていた。

#### エアーズ師団の前進
第5軍団ロメイン・B・エアーズ准将の師団はホワイトオーク道路のクレイボーン道路から西に短い範囲を偵察してもいた。フレデリック・ウィンスロップ大佐の前衛旅団がグレイブリーランの雨で膨れた支流を渡った。そこは翌日の戦闘の戦場になった。他の2個旅団は支流を渡らなかったが、塹壕に入り始めた。ウィンスロップ大佐の隊はピケットの旅団の西への動きを目撃し、南軍士官の一人を捕虜にし、彼からピケット隊の動きに関する情報を得て、それをミードに知らせた。エアーズは、森のある地形に向かい合ったその前進陣地にあって、北東に開けたスペースを見ただけであり、ホワイトオーク道路とクレイボーン道路との交差点近くにある厚い防御工作は見損なっていた。クレイボーン道路は直接北にあるハッチャーズランに向かって鋭角に戻っていた。暗闇が訪れると、エアーズはその陣地を守るために多くの前進基地を構築させた。そこは南軍の前線が鋭く北に曲がっている地点を約0.75マイル (1.2 km) 越えた場所であることが分かった。エアーズはグレイブリーランを渡っていなかった2個旅団に、渡河してウィンスロップの旅団と夜明けにS・ダブニーの家の所で落ち合うよう命じた。

## ホワイトオーク道路の戦い

### リーの攻撃命令
3月31日朝、リー将軍がそのホワイトオーク道路の前線を視察し、エアーズの師団が保持する北軍左翼側面が「無防備」であり、北軍歩兵部隊とディンウィディ・コートハウス近くにいるシェリダンの最寄りの騎兵隊との間には広い隙間があることが分かった。マクゴワンとハントンの各准将に、その旅団をアンダーソンの陣地の最右翼に持ってくるよう命じた。これでランサムとウォレスの旅団をピケット隊に移す前にブッシュロッド・ジョンソンの師団の強度を戻しておくことができるはずだった。リーはジョンソンに北軍前線の露出部を攻撃するよう命令した。ジョンソンはマクゴワンとハントンの旅団と共に、ヘンリー・A・ワイズ准将とマーティン・L・スタンセル大佐の旅団を保持していた。スタンセルは病気になっていたヤング・マーシャル・ムーディ准将の代役だった。3個師団の4個旅団は異なる3個軍団のものだったが、3月31日の戦闘ではうまく協力して働いた。

### ジョンソンの攻撃

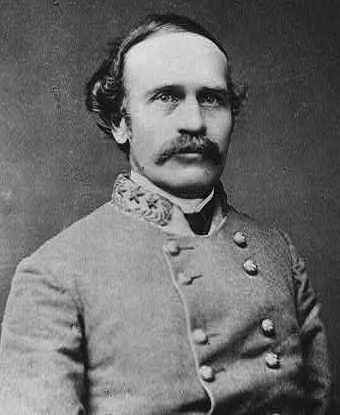
ブッシュロッド・ジョンソン少将

ジョンソン配下の各旅団が、北軍前衛陣地に対する攻撃を始められる前に、エアーズの要請でウォーレンがサミュエル・W・クロウフォード准将（名誉少将）の師団から1個旅団をホワイトオーク道路の方向に動かし、エアーズの陣地を補強し、南軍の哨戒部隊を追い散らそうとしていた。午前8時15分、ウォーレンはエアーズに、シェリダンとの交信でメリットの部隊がホワイトオーク道路から動いており、エアーズは西または北から攻撃する機会を探るべきだと言っていることを知らせた。道路とグレイブリーランの状態の故に、クロウフォード准将の隊は午前10時まで隊形を作れないままだった。
一方、ジョンソンはエアーズとクロウフォードの旅団が南軍前線に向かって進んでくるのを見て、ハントンとスタンセルの旅団に北軍に合わせて前進することを認めた。ただし最右翼にいるマクゴワンの旅団はまだ準備が整っていなかった。南軍はホワイトオーク道路の北にある林に遮蔽されて北軍に近づくことができた。エアーズの師団はウィンスロップの旅団に先導され、南軍の前衛射撃壕を占領する意図で、ホワイトオーク道路に向かって原っぱを横切っていたときに、南軍が林の中から発砲を始め、しかもその姿が北軍からは見えなかった。
南軍ワイズの旅団が工作物から出てきたが、命令を待っていたので戦闘に加わらなかった。リーが遂にワイズにハントン隊の左翼に位置取るよう命じた。このときクロウフォードの他の2個旅団からの連隊が前進してくる南軍に対して頑強な抵抗を行っていた。戦闘が激しくなったとき、ワイズの旅団は第5軍団と戦うことはなかった。
南軍のマクゴワンの旅団を含め3個旅団の全てがジョンソンからの命令を受ける前であっても、エアーズの師団とクロウフォードの師団全てを攻撃していた。クロウフォードの師団はエアーズ隊と自隊の前衛旅団を支援するために素早く戦闘に加わった。南軍がこれら2個師団の旅団全てを破り追い返した。
南軍の3個旅団は、勢力では劣り、時として北軍の旅団の抵抗にあったもののエアーズの師団の3個旅団とクロウフォードの師団の1個旅団、合計4個旅団をグレイブリーランを越えて後退させた。続いてスタンセルの旅団が北軍ヘンリー・バクスターの旅団とジェイムズ・グウィン大佐の旅団の形を整えた部分を、グレイブリーランの手前まで追い返した。バクスター旅団の前衛連隊は、旅団の他の部隊が後退するのを見て、自隊も後退した。ウォーレンはエアリーの師団の退却を止めるには遅すぎたので、クロウフォードの師団を鼓舞しようとして、自ら前線に出て連隊旗を掴み後退する北軍兵を鼓舞しようしたが、うまく行かなかった。ウォーレンの英雄的行動もむなしく、自身もクリークを越えて退却し、グリフィンの師団の背後で兵士の間の恐慌状態を止めさせ、散開した部隊を再編させた。グレイブリーランを越えての最後の組織だった抵抗は、クロウフォードの師団のジョン・A・ケロッグ大佐の旅団によるものだったが、戦いながらの後退であり、追い返された。南軍の4個旅団のうち3個旅団が北軍第5軍団と実際に戦い、北軍2個師団、5,000名以上を追い返すことになった。
グリフィンの師団とチャールズ・S・ウェインライト大佐（名誉准将）の第5軍団砲兵隊が、泥道を押して4門の大砲を前に出し、南軍がグレイブリーランを渡る直前でその前進を止めさせた。このグリフィンとウォームライトからの砲撃に遭った南軍はグレイブリーランから約400ヤード (360 m) 後退した。ただし、歴史家のエド・ベアスは、南軍がグレイブリーランを渡ろうとしていたのではなく、威力偵察するつもりだけだったと記している。

### ハンフリーズの行動
ハンフリーズはその朝早くに射撃壕に入っていたグリフィンの師団を救援した。グリフィン隊が移動してウォーレンの他の師団と集合するまでに時間を要したが、エアーズとクロウフォードの師団が追い返された後で事態を鎮静化させる時には間に合った。
ウォーレンはエアーズとクロウフォードの師団が後退しているという状況を知ったときに、ハンフリーズに援護を求める伝言を送った。午後0時30分頃、ハンフリーズがネルソン・マイルズ准将の2個旅団を前線に送り、当初南軍の左翼にいたワイズの旅団を急襲し、最初の旅団は撃退されたものの、激しい戦闘の後でワイズの旅団を押し返した。ワイズの旅団から約100名を捕虜にした 。
ハントンの旅団が左翼に移ってワイズの旅団を救援したので、スタンセルの旅団は右に左に動く必要があった。ジョンソンがグレイブリーランを渡れるか疑ったので、配下の部隊にその陣地を守るよう命令し、地域を調べた後でリーがジョンソンの判断を承認した。
ハンフリーズは前線に沿って3個師団に示威行動を行うことも命じた。ガーショム・モット准将（名誉少将）師団の2個連隊が南軍の前線に対してクロウの家の西にある堡塁に行進し、一方他の連隊はバージェス・ミルの近くでボイドトン板張り道路に沿った南軍哨戒線の一部を占領した。ウィリアム・ヘイズ准将師団の散兵がバージェス・ミルのパウェル砦にあった南軍の大砲を使えなくすることができた。それはホワイトオーク道路とボイドトン板張り道路の交差点を支配していたものだった。その後ヘイズの兵士は守備隊に追い返された。

### 北軍の機会損失
ジョンソンは援軍を当てにできなかったので、疲れてきていた自隊兵士をホワイトオーク道路の南にある防御工作の前線に退かせた。そこはエアーズの部隊が前夜に構築していたところだった。マイルズはその双眼鏡を通して、ボイドトン板張り道路西の南軍の射撃壕が空だったのが、ニューハンプシャー第5連隊の攻撃が前線の間違った場所に対してなされたために、南軍が空いていた塹壕を再度占領するのを見ていた。

### 北軍の反撃

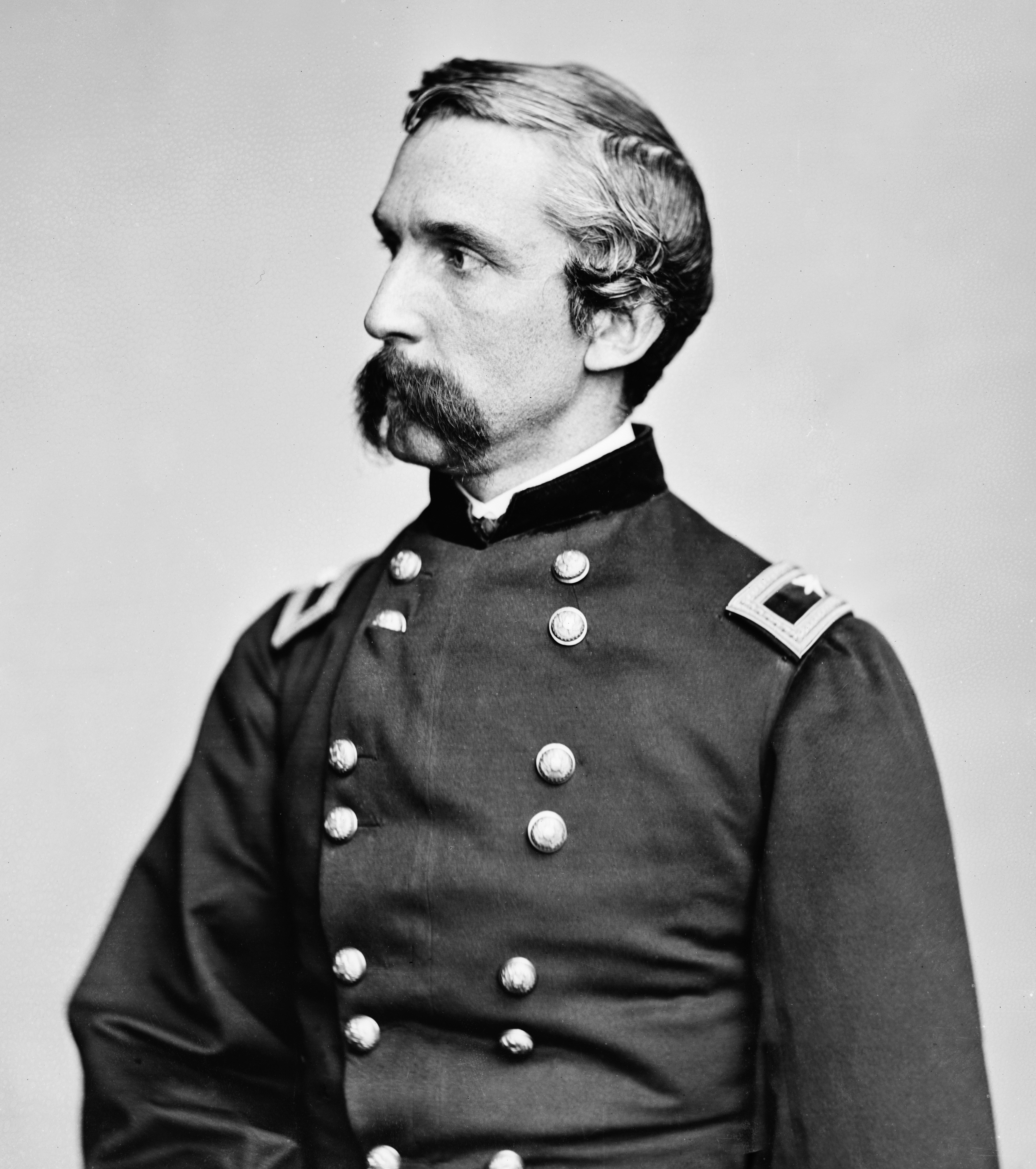
ジョシュア・チェンバレン准将

グリフィンの第5軍団の旅団とウェインライトの砲兵隊が、午後1時までに北軍の前線を安定させた。それは戦闘が始まってから約2時間半経った時だった。ウォーレンとグリフィンは、2日前のルイス農園の戦いで負傷していたジョシュア・チェンバレン准将に近づき、「チェンバレン将軍、第5軍団の名誉を救ってくれるか?」と尋ねた。チェンバレンはルイス農園で受けた傷が痛んでいたが、任務を受けることに同意した。午後2時半、チェンバレン隊が冷たく膨れ上がったグレイブリーランを渡り、その後をグリフィン師団の残り部隊が続き、さらにウォーレン軍団の再編成された部隊が続いた。
ジョンソン隊のホワイトオーク道路の南にある射撃壕の新しい陣地はエアリー隊が構築したものだったが、そこから南軍は近くの森からチェンバレン隊が現れたときに激しい銃火を浴びせた。ウォーレンはチェンバレンにその陣地を保つよう命じたが、チェンバレンはグリフィンに銃火の下に留まって狙い撃ちされるのを待つよりも南軍を攻撃に出た方が良いと提案していた。グリフィンはその提案を承認し、チェンバレンの旅団はエドガー・M・グレゴリー大佐（名誉准将）の旅団と共に、ハントンの旅団に攻撃を掛け、ホワイトオーク道路の前線まで追い出していた。続いてチェンバレンとグレコリーの隊はホワイトオーク道路を越えた。南軍の残り部隊は側面を衝かれて圧倒されるのを避けるために後退するしかなかった。
ウォーレンの隊がホワイトオーク道路を越えてクレイボーン道路を追跡したが、ウォーレン自らと斥候の大きな部隊が銃火を浴びることになった偵察の後で、即座に南軍の防御工作物を攻撃することで何も得るものがないと判断した。ウォーレンの軍団は、南軍の右側面の西でホワイトオーク道路の一部を占領したことで戦闘を停止した。そこは南軍前線の端部とファイブフォークスのピケット隊の間にあった。エアーズの師団は戦闘に参加していなかったが、チェンバレンとグレゴリーの部隊が南軍を後退させたときに、ホワイトオーク道路の直前で西のファイブフォークスを向いて停止した。このことでアンダーソンとピケットの部隊間の直接通信線が遮断され、両部隊の交信がほとんど全てできなくなった。
ウォーレンはその部隊を纏めた後で、ミードの参謀長であるアレクサンダー・S・ウェブ准将（名誉少将）からそうすることを指示する伝言を受けて居った。ウェブは、シェリダン隊が前進していると考えられているが、実際にはディンウィディ・コートハウスの戦いでピケット隊に押し返されていると伝えていた。

### 損失
歴史家のクリス・M・コーキンズは、北軍の損失（戦死、負傷、さらに大半が捕虜になったと見られる不明の総計）を、第5軍団の1,407名と第2軍団の461名とし、南軍の損失は約800名としている。南北戦争信託のウェブサイトでは似たような数字だが、北軍の損失を約1,800名、南軍のそれを約800名としている。デイビッド・W・ローは、フランシス・H・ケネディの『南北戦争戦闘ガイド』の中で、北軍の損失を約1,781名、南軍のそれを約900ないし1,235名としている。

## 戦いの後
ホワイトオーク道路の戦いの結果として、南軍は道路の支配権を失い、その工作物の中に閉じ込められ、ピケット隊との直接通信線を失った。南軍はその損失を取り返せないものと考え、その士気には大きな打撃となった。
ウォーレンの第5軍団が、グリフィンの師団に先導され、ハンフリーズの第2師団のマイルス師団に支援され、この戦闘を北軍の勝利に変えたが、シェリダンは同じに日に終わったディンウィディ・コートハウスの戦いで強い圧力を受けて危険にさらされた部隊を救うのがやっとだった。南軍は北軍騎兵隊を厳しい状況に追い込むことでその戦いに勝利した。しかし、ウォーレンがディンウィディ・コートハウスの方向で小さくなっていく戦闘の音を遠く聞いたとき、グリフィン師団のジョセフ・J・バートレット准将の旅団をシェリダン軍支援のために派遣し、ピケット隊の側面を攻撃させた。バートレット隊がグレイブリーランに到着したときは暗かったので、それを越えようとはしなかったが、狙撃手の銃火で対岸の南軍と戦った。
午後6時頃、ミードは、ピケット隊が実際にシェリダン軍をディンウィディ・コートハウスの方向に押し返していることを知った。ミードはウォーレンに部隊を送ってシェリダン軍をボイドトン板張り道路に落ち着かせるよう命じた。ウォーレンはバートレットの3個連隊を派遣した。バートレット旅団はボイドトン板張り道路を降るシェリダン軍のために輜重隊を護衛していた。
ピケットは、午後9時から10時の間に、バートレットの旅団がシェリダン軍支援に向かっており、自部隊の側面が北軍歩兵の攻撃に露されることを知った後で、自部隊の位置づけが脆弱であることを認識した。ピケットはその夜遅くにファイブフォークスまで隊を退き、シェリダン軍を攻撃して得ていたかもしれない利点を全て放棄した。バートレットの旅団はグリフィンとクロウフォードの師団全軍の先遣隊に過ぎず、その全軍はその夜に行軍して来て、ピケット隊をシェリダン軍との間に捕まえてしまう可能性があった。そのなると南軍は降伏するか西に逃亡するか以外に選択肢がなくなることになった。ピケット隊の退却は少なくともファイブフォークスとサウスサイド鉄道を守る機会を与えていた。
その夜、ウォーレン、グラント、ミード、シェリダンの間に新たな命令や伝言が飛び交ったが、情報が完全に共有されることは無かった。午後8時45分、グラントはミードに第5軍団から1個師団をシェリダンの支援に送るよう指示した。命令が変更された。その中にはバートレットの旅団が呼び戻され、グリフィンの師団の残りと合流すべきかというものが含まれていた。ウォーレンの軍団は舟橋をロワンティ・クリークを渡るときに使っており、グレイブリーランを渡るのはクエーカー道路を使っていたので、このとき舟橋が無かった。よって西に全軍団が動く時は、グレイブリーランを渡すボイドトン板張り道路の橋を架ける必要があったために遅れた。ウォーレンにはその渡河を午前2時5分までに終えるよう指示が出されていた。ミードは、ウォーレンの全軍団をシェリダン軍支援のために動かし、ボイドトン板張り道路の前線を第2軍団のみで守るという作戦はウォーレンのアイディアだということをグラントに告げていなかった。グラントがシェリダンに、第5軍団とラナルド・マッケンジーの騎兵隊がシェリダンの支援に回るよう命令されたと告げた時、シェリダンは根拠も無いままにウォーレン軍団が「今夜12時までに」到着するはずだと告げた。これは状況から考えて不可能なことだった。エアーズの師団がシェリダン軍の所に到着したのは翌日の夜明け時だった。南軍が退却していたので、エアーズ隊は午後2時まで休息した 。
シェリダンは間違った情報を得ていたので、第5軍団が南軍の後方、ほとんど側面にいると考え、それ故に第5軍団が早々にもピケット隊に厳しい攻撃を掛けられると誤解していた。ウォーレンはホワイトオーク道路前線から退く時に南軍から攻撃される可能性があったので慎重にグリフィンとクロウフォードの師団を動かさねばならなかった。南軍が以前陣取っていたディンウィディの陣地では部隊が動く時にその隊列の後端に自ら付いて、慎重に監督した。4月1日午前6時、ミードの参謀長アレクサンダー・S・ウェブがウォーレンに、シェリダンの所に出頭して命令を受けるよう命令を送った。2個師団が1時間の内にそれを行い、それはウォーレンが命令を受け取る前だったがウォーレンが自らシェリダンと会見したのは午前11時になっていた。
南軍がファイブフォークスに到着すると、その塹壕線の左の北あるいは東側に走る線の返りを構築するなど、塹壕と防御工作物の改良を始めた。
ウォーレンが3月31日にホワイトオーク道路に沿って地歩を得たこと、その師団の働きでピケット隊をディンウィディ・コートハウスからファイブフォークスに後退させたこと、その後にシェリダン軍と共にその軍団を配置したことが、翌日のファイブフォークスの戦いで南軍を破ることに繋がり、さらに4月2日には第三次ピーターズバーグの戦いで包囲線の突破口を開くことになった。

## 関連図書
- National Park Service Battle Summary
- “Petersburg National Battlefield”. National Park Service. 2011年5月30日閲覧。
- “Petersburg National Battlefield Map”. National Park Service. 2011年5月30日閲覧。
- “Maps of White Oak Road, Virginia (1865), the Battle of White Oak Road”. Civil War Trust. 2011年6月4日時点のオリジナルよりアーカイブ。2011年5月30日閲覧。
- “Civil War Album”. 2011年6月4日時点のオリジナルよりアーカイブ。2011年5月30日閲覧。